# Холальпан
Холальпан (исп. Jolalpan) — муниципалитет в Мексике, входит в штат Пуэбла. Население — 12 000 человек.

## История
Город основан в 1895 году.

## Валюта
Официальная используемая валюта-MXN(мексиканское песо)

## Часовой пояс
UTC -6